# 阿蒙
阿蒙是一位古埃及主神，埃及文转写为ἰmn，意为「隐藏者」（也拼作「Amon」）。他是八元神（Ogdoad）之一，配偶是姆特。

## 概述
起初，阿蒙仅是底比斯的地方神祇。那时底比斯只是尼罗河东岸一个不起眼的小镇，位于今日卡尔纳克神庙周边区域。第十一王朝起源于赫门泰特州（或者可能就在底比斯本地）的一个家族，他们将神庙用雕像装饰起来。阿蒙的名字被复合进了第十二王朝创建者的名字阿蒙涅姆赫特一世中。这个名字又被他的三个继承人所继承。中王国时期的几位国王也采用了相同的名字；底比斯的第十七王朝赶走了喜克索人，阿蒙作为皇家城市的神祇被重新突出出来。
然而，直到第十八王朝的统治者们把他们胜利的军队从各个方向开往边境的时候，阿蒙才开始成为埃及普遍承认的神，排挤着埃及的其他神祇，甚至走出埃及成为宇宙之神。法老们把自己的一切胜利都归功于阿蒙，并在阿蒙的神庙上耗费着财富和劳力。
阿蒙被描绘为人形，头戴一个头箍，由头箍上笔直伸出两根平行羽饰。这可能象征着鹰的尾羽。阿蒙有两种常见的形象：一种是坐在王座中，另一种是站着，手持一根鞭子，很像科普托斯和齊米斯的神祇敏。后者可能是他的原始形象：生育之神。国王在他面前隆重地耕耘将要播种的土地或收割成熟的谷物。他的配偶有时被称作埃莫奈特（Amaunet，Amon阿蒙的阴性词），但通常称作姆特（Amaunt与mut并非同一神，Amaunt更多被认为是Amon的女性化，即日升为Amon，日落为Amaunt）；她长着人类的头，头戴上下埃及的双冠。他们的儿子是孔斯。
太阳神拉的名字有时会与阿蒙的名字结合起来，特别是在他作为「众神之王」的时候。在埃及，天堂的统治权属于太阳神，而阿蒙就是最高神，因此从逻辑上说，阿蒙就是拉。阿蒙被称作「王座与两陆之王」，或者更骄傲地称作「众神之王」。

## 其他宗教的觀點

### 猶太教
在《希伯來聖經》中，阿蒙以「諾地的阿冡」(Amon of No)這個名號被提及，其出現在《耶利米書》第四十五章第二十五節中（也被翻譯爲諾地的部落和亞歷山大地的部落），底比斯可能在《那鴻書》第三章第八節中被稱爲諾阿冡（也被翻譯爲人口衆多的亞歷山大）。這些文本可能被撰寫於公元前七世紀。
萬軍的上主，以色列的天主說：「看，我必懲罰諾地的阿孟，法郎和埃及，埃及的神祗和君王，以及信賴法郎的人，
將他們交在圖謀他們性命的巴比倫王拿步高和他臣僕的手中；但是以後，埃及仍如昔日有人居住──上主的斷語。」——《聖經·舊約·耶肋米亞先知書》第四十六章第二十四節至第二十五節
有一個説法聲稱《塔納赫》的撰者可能把異教所崇拜的神祇被分為兩種，一種是虛假的，如基抹，祂們是被憑空想像出來的，另一種是真實的，如阿冡，祂們可能事實上是有很大權力的天祇(mal'ak)，後來被異教徒誤以為是神祗，這些天祇後來可能因沒有完成義務一事而被上主懲罰，因而失去了掌執列國的權力。然而，有宗教史學研究人在探討了《希伯來聖經》上的相關記載之後，表示其認為耶舒倫人認為只有一位神靈存在這一説法更有可能是正確的。